# Eurocup Formula Renault 2.0 2006
La saison 2006 de l'Eurocup Formula Renault 2.0 se déroule au sein des World Series by Renault du 29 avril au 29 octobre 2006. La saison comprend sept meetings, où chaque course durent 30 minutes.
Signant deux doublés au Nürburgring et à Barcelone, le pilote Motopark Academy, Filipe Albuquerque a décroche le titre lors de la course finale en Catalogne, avec huit points d'avance sur Chris Van der Drift, meilleur rookie de la saison avec notamment deux succès à Misano et Donington Park. Carlo Van Dam, victorieux au Mans, complète le podium.
Une saison marquée par un grand nombre de pilotes victorieux cette saison car, excepté le trio gagnant, 4 autres protagonistes se sont hissés sur la première marche du podium. Bertrand Baguette, quatrième avec deux points de retard sur Van Dam, remporte la première course du Mans. Malgré 6 courses seulement cette saison, Laurent Groppi s'est adjugé les deux manches du meeting de Zolder, ce qui l'aurait promu favori du championnat s'il avait disputé le championnat à temps plein. Dans le même genre, le Suisse Sébastien Buemi s'est emparé de la première place de la première épreuve de Donington. Enfin, Dani Clos a accaparé trois courses consécutives (doublé en Turquie et victoire à Misano), mais la série s'arrêta brutalement à la suite de sa disqualification durant la seconde manche de Misano. À noter la cinquième place de Kasper Andersen due à sa régularité dans les points, dont 5 podiums, sans gagner une épreuve de la saison.
Malgré le titre au championnat pilotes, Motopark Academy ne peut s'emparer du titre écurie: les bonnes performances de Chris Van der Drift et de Kasper Andersen permettent à JD Motorsport de rafler ce titre, comptant 39 d'avance sur SG Formula.

## Engagés
| Écurie                   | #  | Pilote                       | Courses  |
| ------------------------ | -- | ---------------------------- | -------- |
| Prema Powerteam          | 0  | Edoardo Mortara              | Tous     |
| Prema Powerteam          | 2  | Henkie Waldschmidt           | Tous     |
| Prema Powerteam          | 3  | Martin Plowman               | Tous     |
| Comtec Team              | 1  | Pippa Mann                   | Tous     |
| SG Formula               | 4  | Tom Dillmann                 | Tous     |
| SG Formula               | 5  | Sten Pentus                  | 1-4      |
| SG Formula               | 5  | Yann Clairay                 | 6        |
| SG Formula               | 6  | Carlo Van Dam                | Tous     |
| SG Formula               | 12 | Alexandre Marsoin            | 7        |
| SG Formula               | 64 | Jean-Karl Vernay             | 4        |
| SG Formula               | 65 | Julien Jousse                | 4        |
| Epsilon Euskadi          | 7  | Salman bin Rashid Al-Khalifa | Tous     |
| Epsilon Euskadi          | 8  | Bertrand Baguette            | Tous     |
| Epsilon Euskadi          | 9  | Jacky Ferre                  | 1        |
| Epsilon Euskadi          | 9  | Nelson Panciatici            | 6-7      |
| Motopark Academy         | 10 | Filipe Albuquerque           | Tous     |
| Motopark Academy         | 11 | Nathan Antunes               | 1        |
| Motopark Academy         | 11 | Sébastien Buemi              | 2-3, 5   |
| Motopark Academy         | 11 | Robert Wickens               | 4        |
| Motopark Academy         | 11 | Stefano Coletti              | 6-7      |
| Motorsport Arena         | 12 | John Michael Edwards         | Tous     |
| Motorsport Arena         | 14 | Brendon Hartley              | Tous     |
| Cram Competition         | 15 | Jaime Alguersuari            | Tous     |
| Cram Competition         | 16 | Edoardo Piscopo              | Tous     |
| Cram Competition         | 17 | Adrian Zaugg                 | 1-3      |
| Cram Competition         | 17 | Stefano Coletti              | 4        |
| Cram Competition         | 17 | Oliver Oakes                 | 5-7      |
| Team Jenzer              | 18 | Walter Grubmüller            | 1-4      |
| Team Jenzer              | 18 | Claudio Cantelli             | 5-6      |
| Team Jenzer              | 18 | Mariano Werner               | 7        |
| Team Jenzer              | 19 | Marco Frezza                 | 1-4      |
| Team Jenzer              | 19 | Oliver Campos-Hull           | 5-7      |
| Jenzer Motorsport        | 20 | Junior Strous                | 1-2      |
| Jenzer Motorsport        | 20 | Atte Mustonen                | 5-7      |
| Jenzer Motorsport        | 21 | Rahel Frey                   | Tous     |
| Jenzer Motorsport        | 22 | Dani Clos                    | Tous     |
| Jenzer Motorsport        | 52 | Cem Kent                     | 2        |
| JD Motorsport            | 24 | Kasper Andersen              | Tous     |
| JD Motorsport            | 25 | Chris Van der Drift          | Tous     |
| JD Motorsport            | 26 | Xavier Maassen               | Tous     |
| Koiranen Bros Motorsport | 27 | Atte Mustonen                | 1-4      |
| Koiranen Bros Motorsport | 27 | Facundo Crovo                | 7        |
| Koiranen Bros Motorsport | 28 | Tomi Limmonen                | 1, 3-4   |
| Koiranen Bros Motorsport | 28 | Duarte Félix da Costa        | 7        |
| SL Formula Racing        | 29 | Frédéric Vervisch            | 1-2      |
| SL Formula Racing        | 29 | Bruno Rudolf Fechner         | 5        |
| SL Formula Racing        | 30 | Johan Charpilienne           | 1        |
| SL Formula Racing        | 30 | Anton Nebylitskiy            | 2, 5-6   |
| Graff Racing             | 31 | Laurent Groppi               | 1, 4, 6  |
| Graff Racing             | 32 | Mathieu Arzeno               | 1        |
| Graff Racing             | 32 | Claudio Cantelli             | 4        |
| Graff Racing             | 32 | Julien Canal                 | 6        |
| AR Motorsport            | 34 | Duarte Félix da Costa        | 1-2, 4-5 |
| AR Motorsport            | 35 | Mervyn Kool                  | 1, 4     |
| BVM Motorsport           | 36 | Pablo Sánchez López          | Tous     |
| BVM Motorsport           | 37 | Frederico Muggia             | Tous     |
| BVM Motorsport           | 41 | Daniel Zampieri              | 3-4, 7   |
| MRD Motorsport           | 38 | Joonas Mannerjarvi           | 1-6      |
| MRD Motorsport           | 58 | Qinghua Ma                   | 3        |
| Twincam Motorsport       | 44 | Oliver Campos-Hull           | 1-4      |
| Twincam Motorsport       | 44 | Walter Grubmüller            | 5-7      |
| Twincam Motorsport       | 45 | Daniel Campos-Hull           | 2        |
| Euronova Racing          | 53 | Alberto Costa                | 3        |
| Euronova Racing          | 59 | Filippo Ponti                | 3        |
| IT Loox                  | 54 | Valentino Sebastiani         | 3        |
| IT Loox                  | 55 | Nicki Sebastiani             | 3        |
| IT Loox                  | 56 | Riccardo Cinti               | 3        |
| RP Motorsport            | 57 | Matteo Chinosi               | 3        |
| CO2 Motorsport           | 60 | Andrea Caldarelli            | 3        |
| Hexis Racing             | 61 | Sébastien Chardonnet         | 4        |
| Hexis Racing             | 62 | Malo Olivier                 | 4        |
| Hexis Racing             | 63 | Ulric Amado de Carvalho      | 4        |
| BVM Minardi Team         | 66 | Frankie Provenzano           | 6        |
| Pole Services            | 67 | Johan Charpilienne           | 6        |
| Pole Services            | 68 | Pierre Combot                | 6        |
| RSC                      | 70 | Aleix Alcaraz                | 7        |
| RSC                      | 71 | José Luis López-Pamplo       | 7        |

## Règlement sportif
- Chaque week-end de compétition comporte deux courses.
- L'attribution des points s'effectue selon le barème 15, 12, 10, 8, 6, 5, 4, 3, 2, 1 dans les deux courses du week-end
- Un point est attribué pour l'auteur d'une pole position.

## Courses de la saison 2006
| Manche | Manche | Circuit                         | Date         | Pole Position       | Meilleur tour       | Vainqueur           | Écurie            |
| ------ | ------ | ------------------------------- | ------------ | ------------------- | ------------------- | ------------------- | ----------------- |
| 1      | R1     | Circuit de Zolder               | 29 avril     | Laurent Groppi      | Laurent Groppi      | Laurent Groppi      | Graff Racing      |
| 1      | R2     | Circuit de Zolder               | 30 avril     |                     | Laurent Groppi      | Laurent Groppi      | Graff Racing      |
| 2      | R1     | Circuit d'Istanbul Park         | 17 juin      | Dani Clos           | Edoardo Piscopo     | Dani Clos           | Jenzer Motorsport |
| 2      | R2     | Circuit d'Istanbul Park         | 18 juin      |                     | Dani Clos           | Dani Clos           | Jenzer Motorsport |
| 3      | R1     | Misano                          | 15 juillet   | Dani Clos           | Adrian Zaugg        | Dani Clos           | Jenzer Motorsport |
| 3      | R2     | Misano                          | 16 juillet   |                     | Chris Van der Drift | Chris Van der Drift | JD Motorsport     |
| 4      | R1     | Nürburgring                     | 5 août       | Filipe Albuquerque  | Filipe Albuquerque  | Filipe Albuquerque  | Motopark Academy  |
| 4      | R2     | Nürburgring                     | 6 août       |                     | Tom Dillmann        | Filipe Albuquerque  | Motopark Academy  |
| 5      | R1     | Donington Park                  | 9 septembre  | Chris Van der Drift | Kasper Andersen     | Sébastien Buemi     | Motopark Academy  |
| 5      | R2     | Donington Park                  | 10 septembre |                     | Atte Mustonen       | Chris Van der Drift | JD Motorsport     |
| 6      | R1     | Circuit Bugatti, Le Mans        | 30 septembre | Carlo Van Dam       | Bertrand Baguette   | Bertrand Baguette   | Epsilon Euskadi   |
| 6      | R2     | Circuit Bugatti, Le Mans        | 1er octobre  |                     | Laurent Groppi      | Carlo Van Dam       | SG Formula        |
| 7      | R1     | Circuit de Catalunya, Barcelone | 28 octobre   | Filipe Albuquerque  | Carlo Van Dam       | Filipe Albuquerque  | Motopark Academy  |
| 7      | R2     | Circuit de Catalunya, Barcelone | 29 octobre   |                     | Tom Dillmann        | Filipe Albuquerque  | Motopark Academy  |

## Classement des pilotes
| Classement | Pilote               | Pays             | Équipe                                     | Nombre de points |
| ---------- | -------------------- | ---------------- | ------------------------------------------ | ---------------- |
| 1er        | Filipe Albuquerque   | Portugal         | Motopark Academy                           | 99               |
| 2e         | Chris Van der Drift  | Nouvelle-Zélande | JD Motorsport                              | 91               |
| 3e         | Carlo Van Dam        | Pays-Bas         | SG Formula                                 | 90               |
| 4e         | Bertrand Baguette    | Belgique         | Epsilon Euskadi                            | 88               |
| 5e         | Kasper Andersen      | Danemark         | JD Motorsport                              | 78               |
| 6e         | Laurent Groppi       | France           | Graff Racing                               | 75               |
| 7e         | Dani Clos            | Espagne          | Jenzer Motorsport                          | 70               |
| 8e         | Tom Dillmann         | France           | SG Formula                                 | 61               |
| 9e         | Atte Mustonen        | Finlande         | Koiranen Bros Motorsport Jenzer Motorsport | 54               |
| 10e        | Edoardo Piscopo      | Italie           | Cram Competition                           | 34               |
| 11e        | Sébastien Buemi      | Suisse           | Motopark Academy                           | 33               |
| 12e        | Jaime Alguersuari    | Espagne          | Cram Competition                           | 24               |
| 13e        | Xavier Maassen       | Pays-Bas         | JD Motorsport                              | 21               |
| 14e        | Brendon Hartley      | Nouvelle-Zélande | Motorsport Arena                           | 21               |
| 15e        | Henkie Waldschmidt   | Pays-Bas         | Prema Powerteam                            | 19               |
| 16e        | Adrian Zaugg         | Afrique du Sud   | Cram Competition                           | 14               |
| 17e        | John Michael Edwards | États-Unis       | Motorsport Arena                           | 14               |
| 18e        | Frederico Muggia     | Italie           | BVM Motorsport                             | 10               |
| 19e        | Walter Grubmüller    | Autriche         | Team Jenzer Twincam Motorsport             | 9                |
| 20e        | Johan Charpilienne   | France           | SL Formula Racing Pole Services            | 9                |
| 21e        | Rahel Frey           | Suisse           | Jenzer Motorsport                          | 8                |
| 22e        | Edoardo Mortara      | Italie           | Prema Powerteam                            | 8                |
| 23e        | Martin Plowman       | Royaume-Uni      | Prema Powerteam                            | 7                |
| 24e        | Mervyn Kool          | Pays-Bas         | AR Motorsport                              | 2                |
| 25e        | Oliver Campos-Hull   | Espagne          | Twincam Motorsport Team Jenzer             | 2                |
| 26e        | Junior Strous        | Pays-Bas         | Jenzer Motorsport                          | 1                |
| 27e        | Marco Frezza         | Italie           | Team Jenzer                                | 1                |
| 28e        | Daniel Zampieri      | Pays-Bas         | BVM Motorsport                             | 1                |
| 29e        | Claudio Cantelli     | Brésil           | Graff Racing Team Jenzer                   | 1                |

## Classement des écuries
| Classement | Équipe                   | Pays      | Nombre de points |
| ---------- | ------------------------ | --------- | ---------------- |
| 1er        | JD Motorsport            | Italie    | 190              |
| 2e         | SG Formula               | France    | 151              |
| 3e         | Motopark Arena           | Allemagne | 132              |
| 4e         | Jenzer Motorsport        | Suisse    | 97               |
| 5e         | Epsilon Euskadi          | Espagne   | 88               |
| 6e         | Graff Racing             | France    | 75               |
| 7e         | Cram Competition         | Italie    | 71               |
| 8e         | Koiranen Bros Motorsport | Finlande  | 36               |
| 9e         | Motorsport Arena         | Allemagne | 35               |
| 10e        | Prema Powerteam          | Italie    | 34               |
| 11e        | BVM Motorsport           | Italie    | 11               |
| 12e        | Twincam Motorsport       | Espagne   | 9                |
| 13e        | Pole Services            | France    | 5                |
| 14e        | SL Formula Racing        | Allemagne | 4                |
| 15e        | Team Jenzer              | Suisse    | 4                |
| 16e        | AR Motorsport            | Pays-Bas  | 2                |